# Svartöra
Svartöra (Auricularia mesenterica) är en svampart som tillhör divisionen basidiesvampar, och som först beskrevs av James (Jacobus) J. Dickson, och fick sitt nu gällande namn av Christiaan Hendrik Persoon 1822. Svartöra ingår i släktet Auricularia, och familjen Auriculariaceae. Enligt den svenska rödlistan är arten nära hotad i Sverige. Arten förekommer i Götaland, Gotland och Svealand. Artens livsmiljö är skogslandskap, stadsmiljö. Inga underarter finns listade i Catalogue of Life.

## Galleri

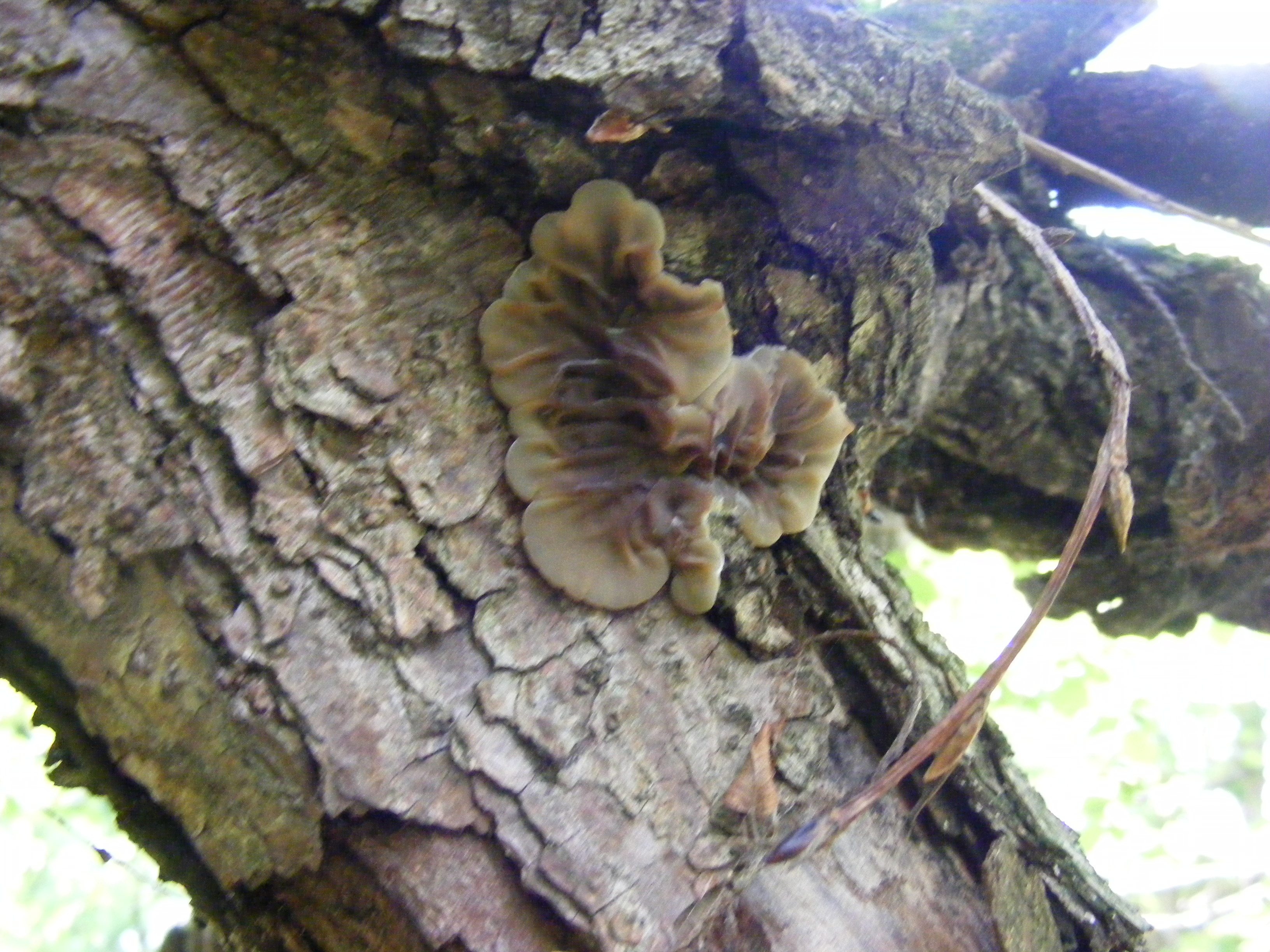
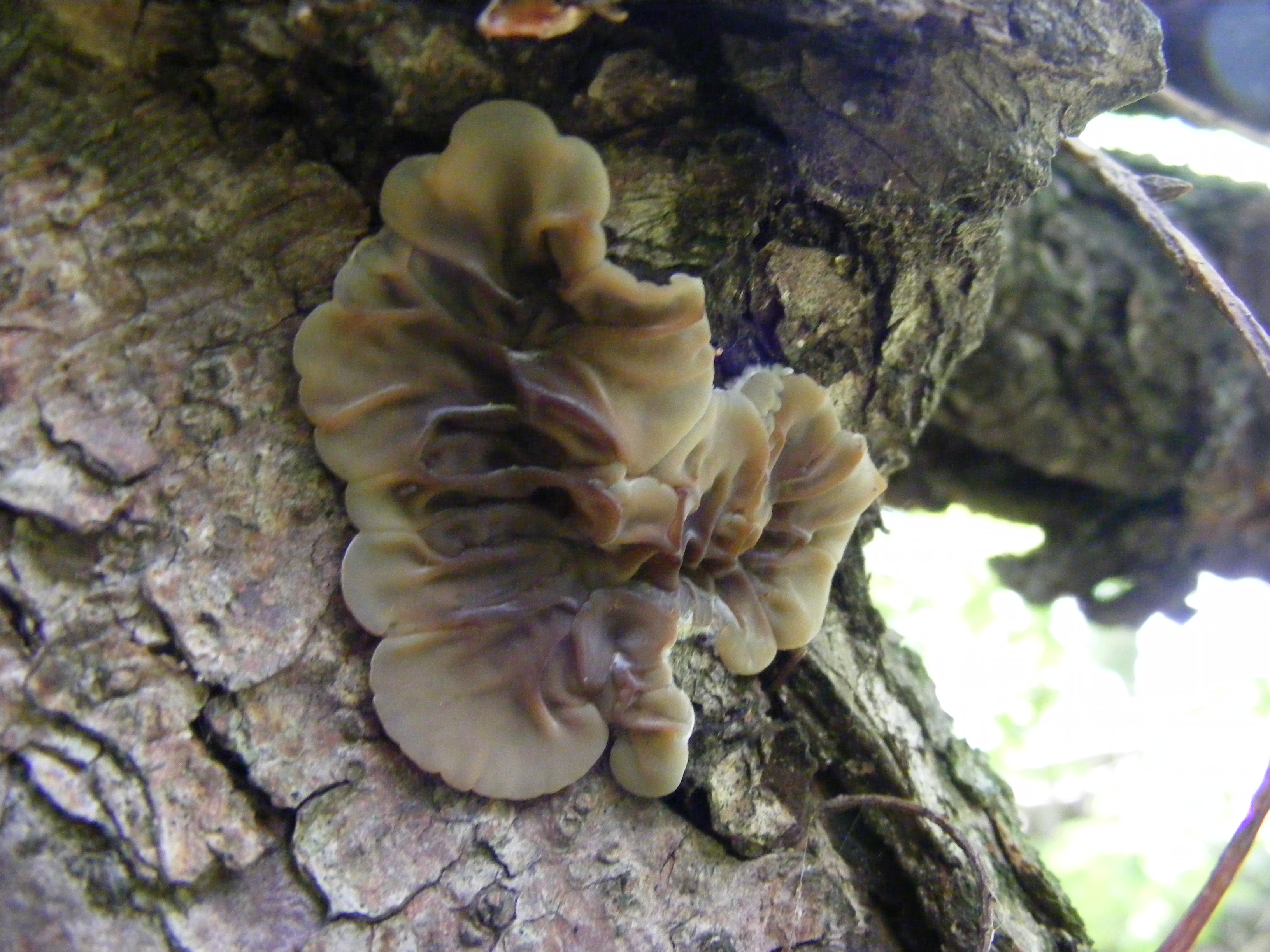
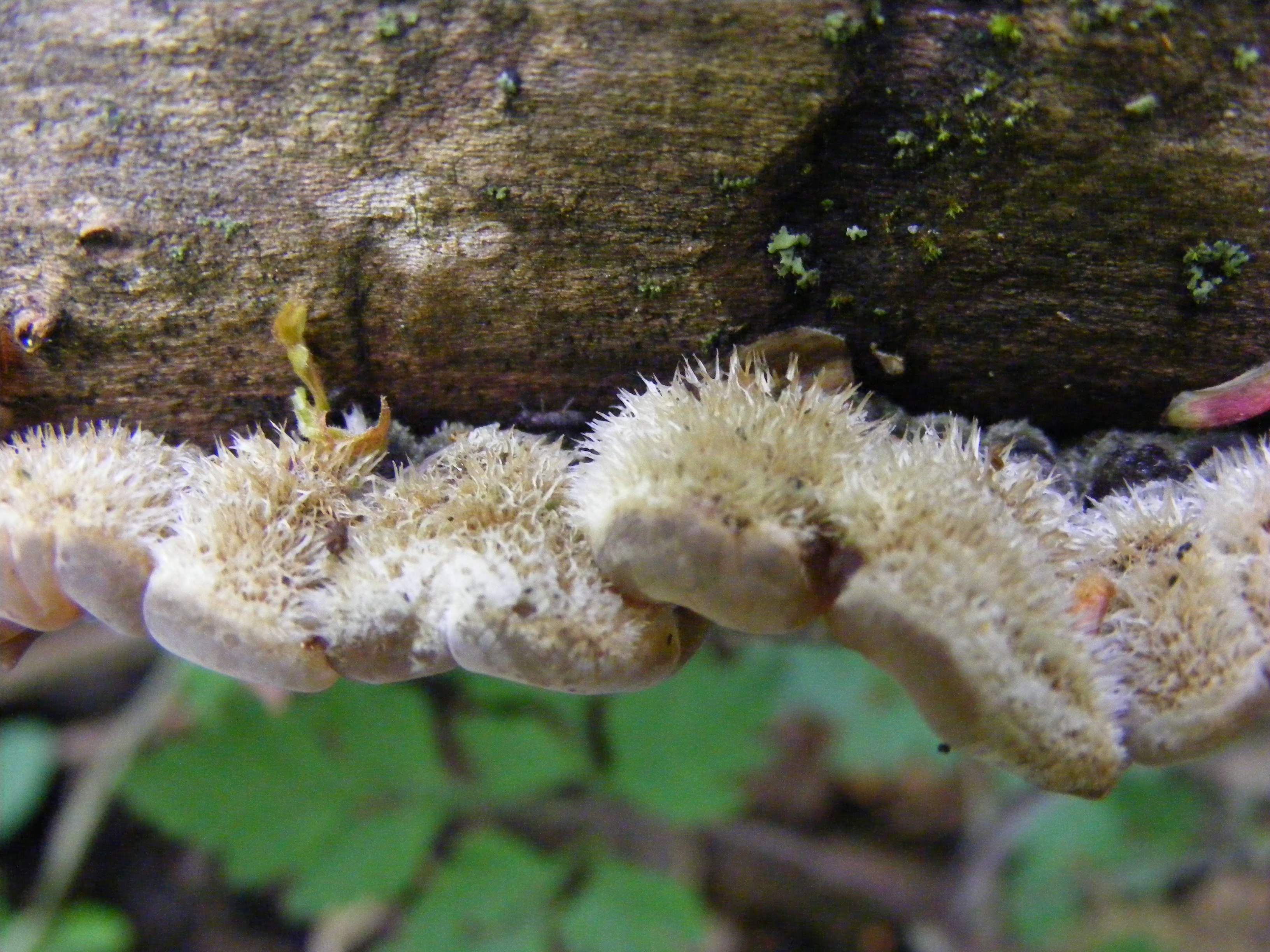
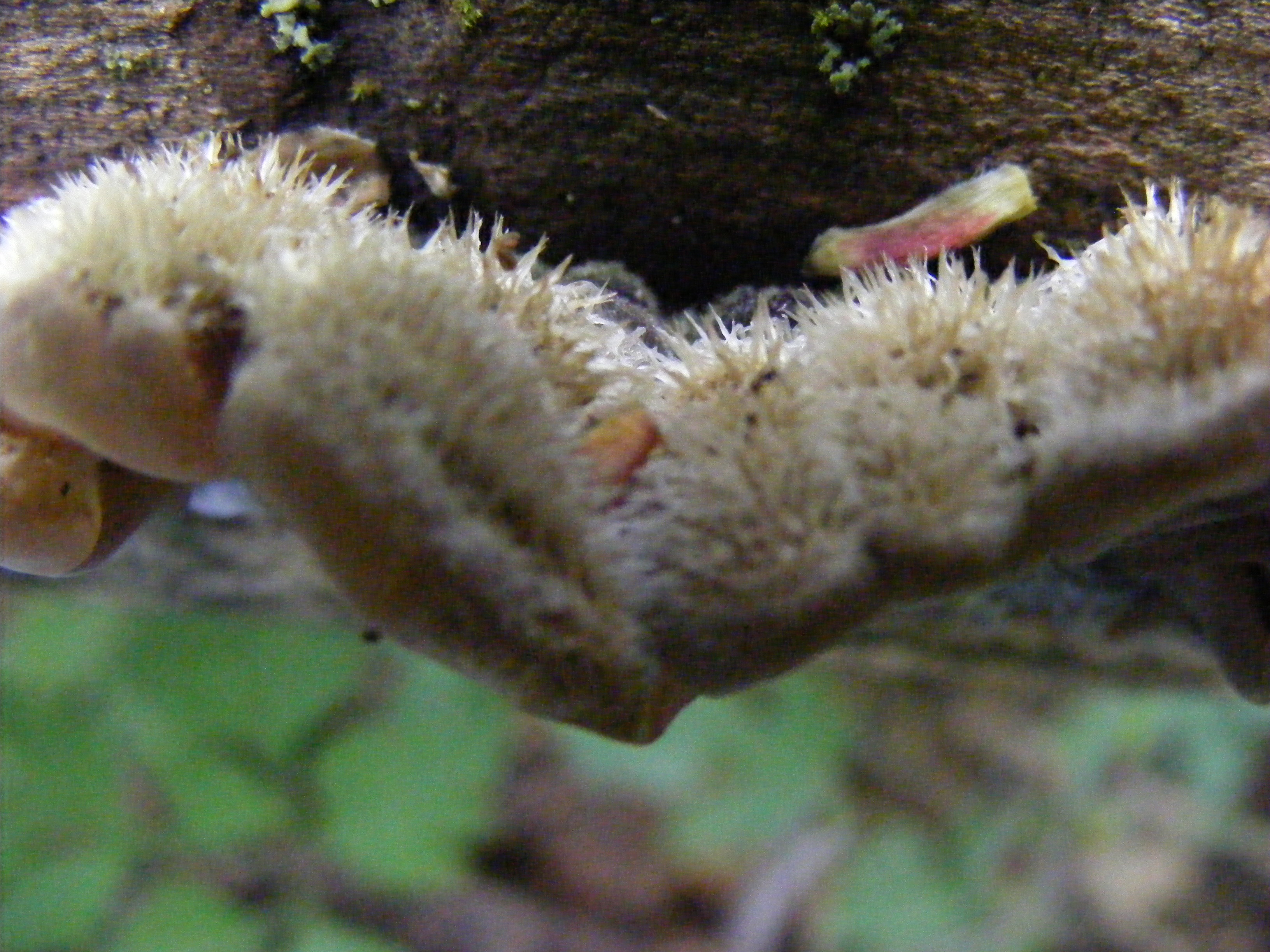
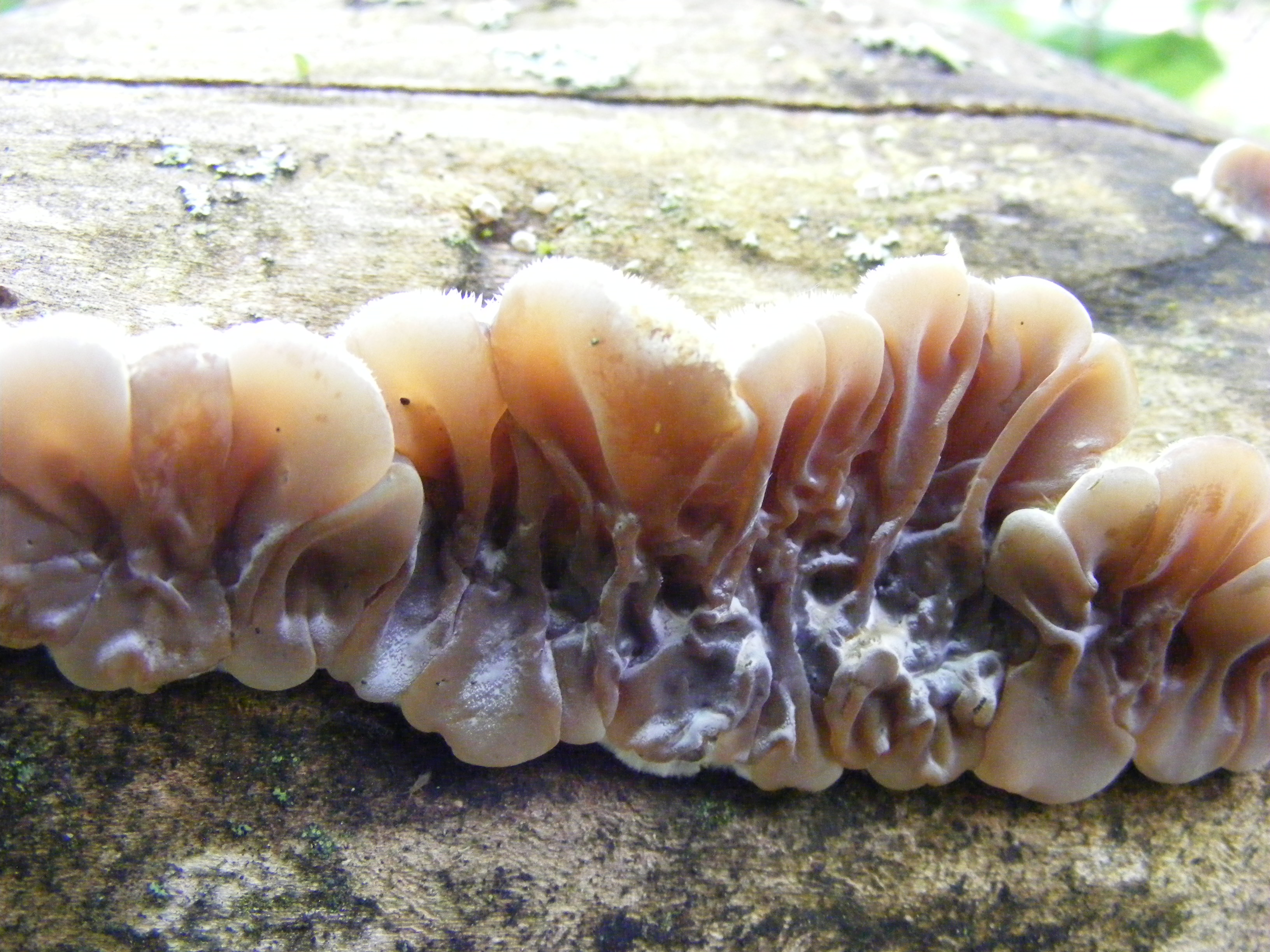
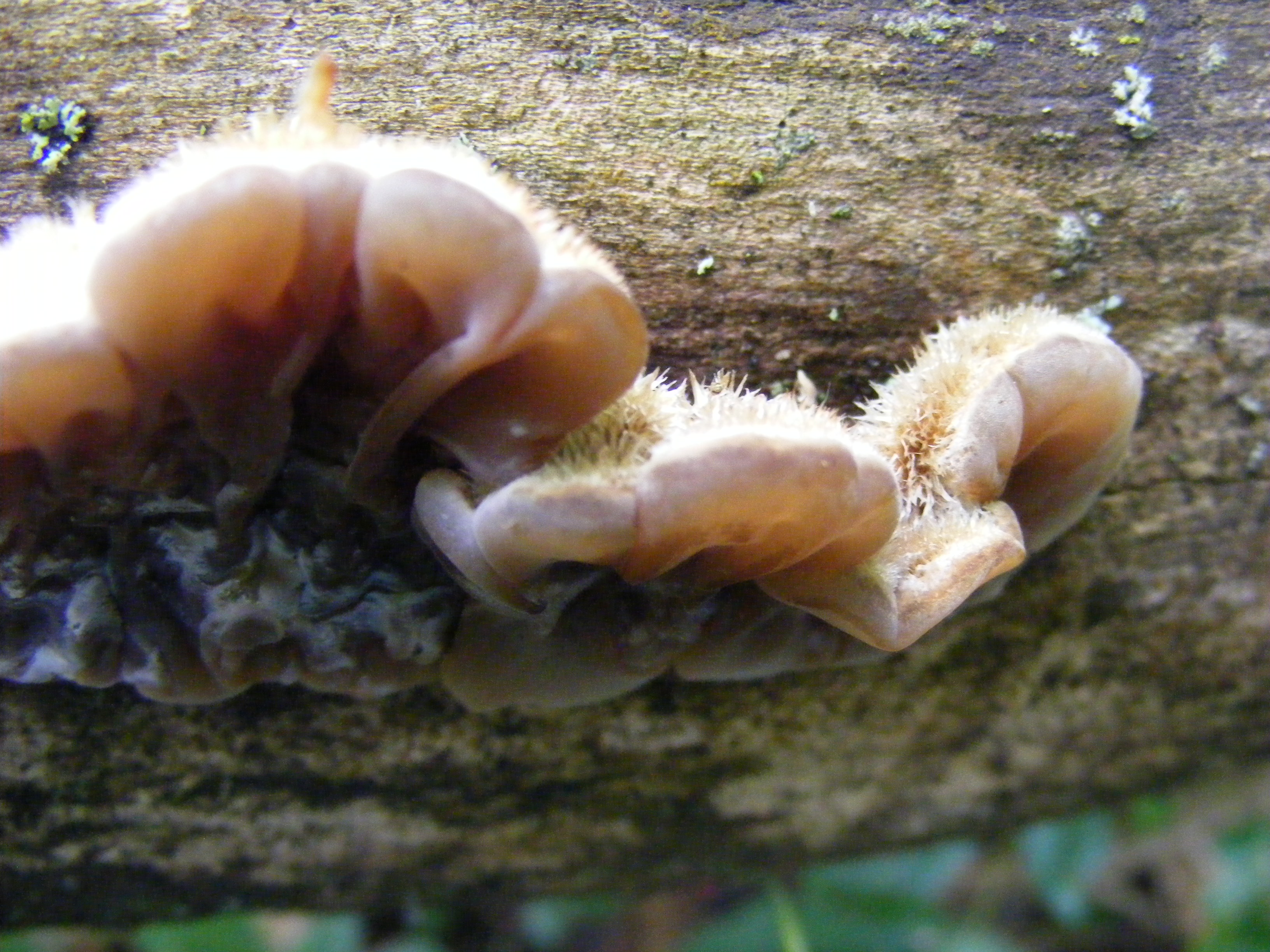
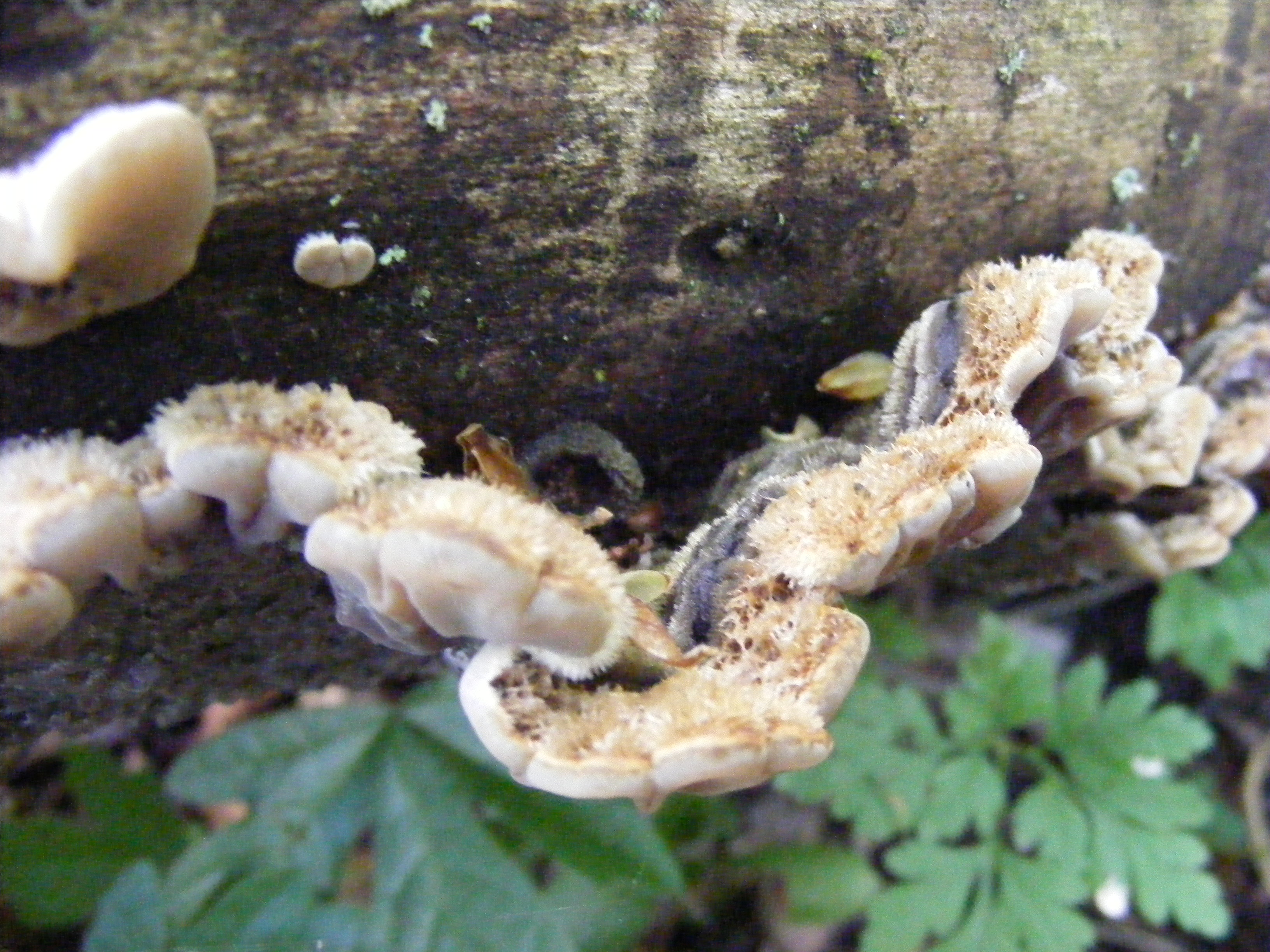
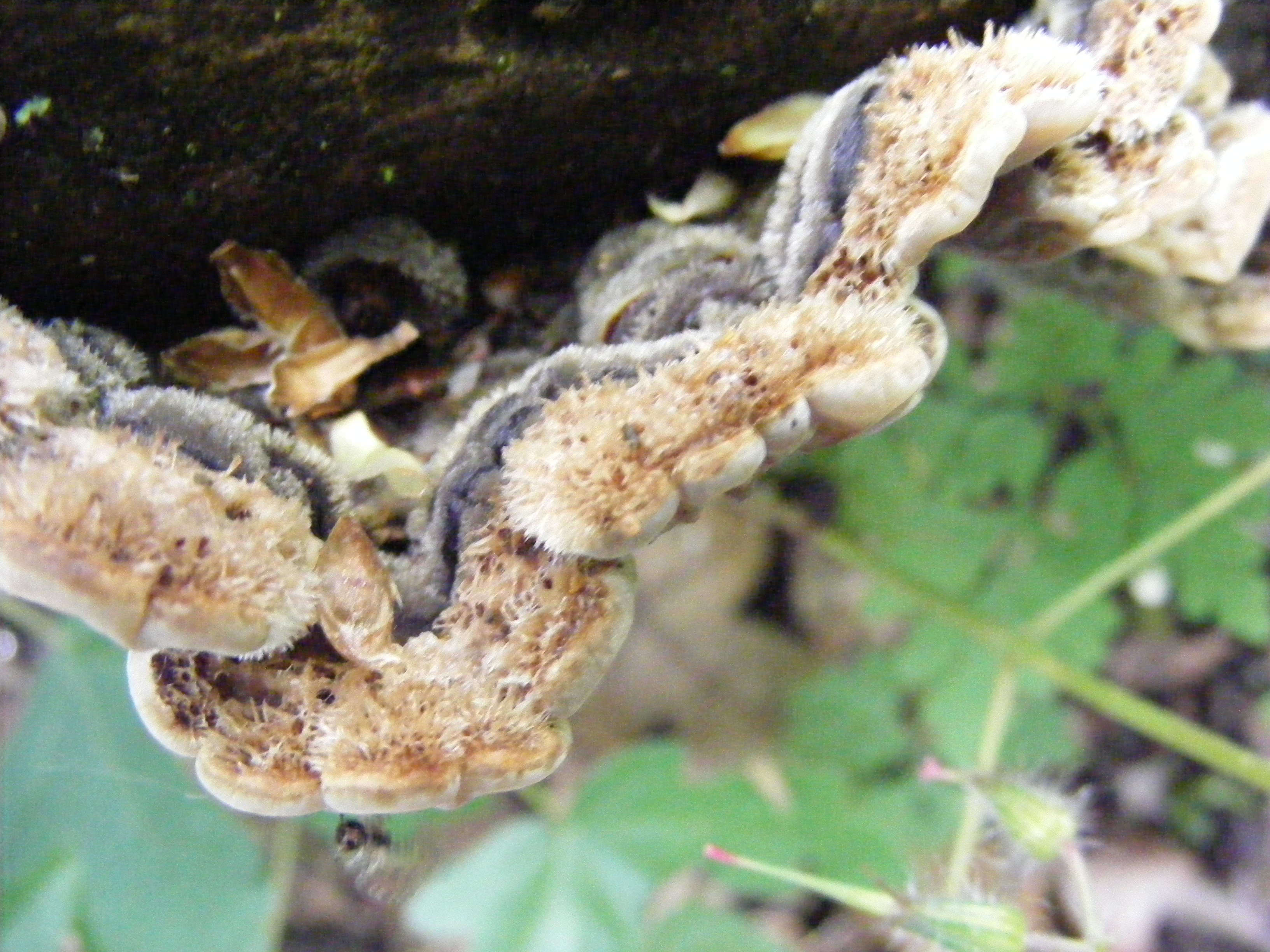